# Fazioli

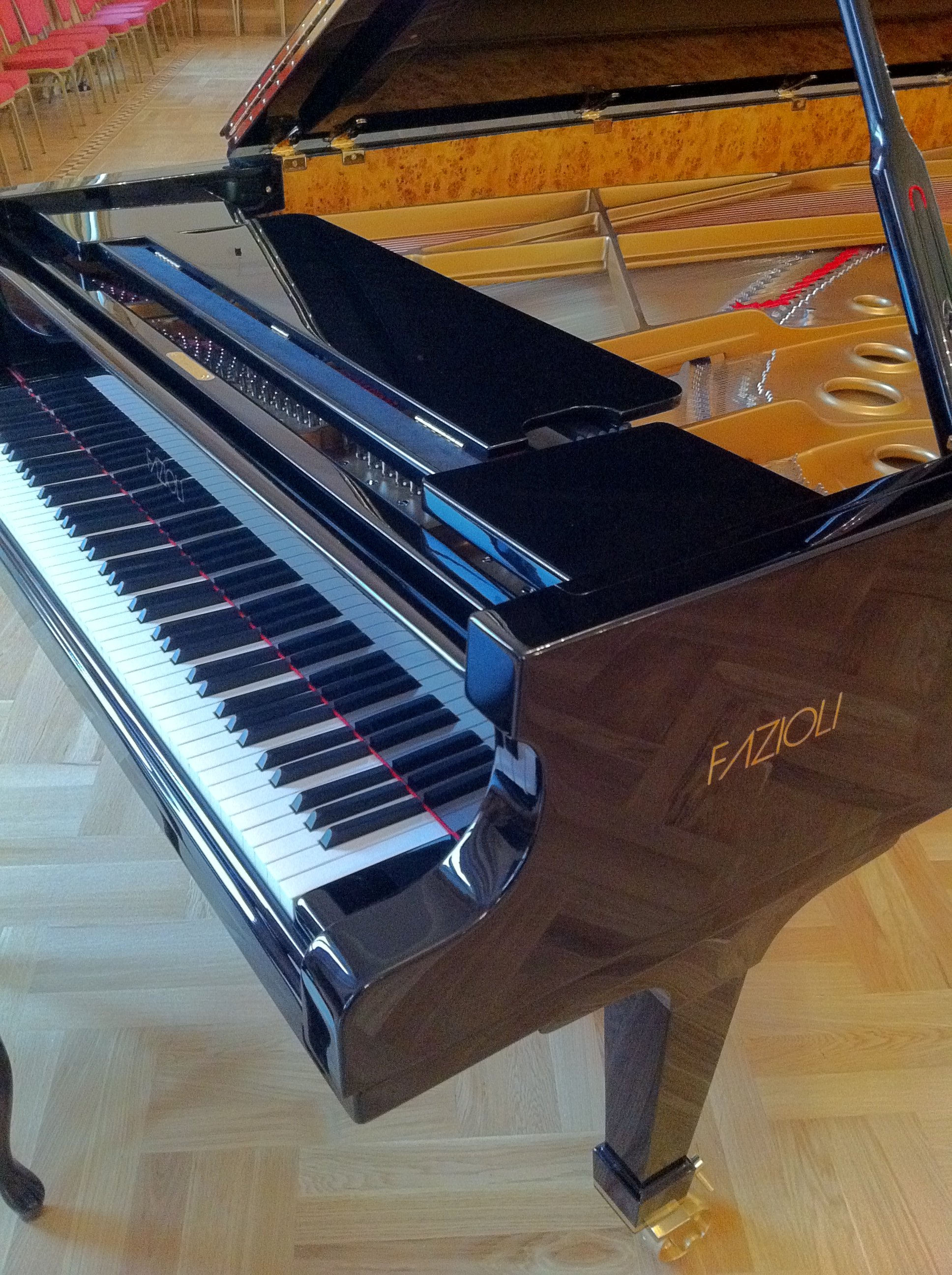
Фортепіано Фаціолі

Фаціолі (італ. Fazioli) — італійський виробник фортепіано. Компанія була заснована інженером та піаністом Паоло Фаціолі в 1978 році. Місце перебування виробництва — село Ронче поблизу Сачиле.

## Історія
Перший прототип моделі F183 довжиною 183 см був побудований у червні 1980 року. У тому ж році з'явилися прототипи моделей F156 (довжина 156 см), F228 (довжина 228 см) і F278 (довжина 278 см). У січні 1981 року розпочала діяльність Fazioli Pianoforti s.r.l. (нині Fazioli Pianoforti Sp. І.). У тому ж місяці ці прототипи були представлені пресі та громадськості в Мілані. У лютому 1981 року перша пропозиція інструментів була представлена на ярмарку Musikmesse у Франкфурті-на-Майні.
У 1983 році F278 був доставлений до «Teatro Comunale di Monfalcone». Відтоді там було організовано багато концертів за участю видатних світових музикантів та піаністів. Через три роки був створений найдовше на ринку фортепіано F308. Метою створення F308 було отримання інструментів з більшою звуковою потужністю для гри у великих концертних залах. Прототип був показаний у квітні 1987 року в «Teatro Comunale di Monfalcone».
У 1987 році була випущена модель F212, призначена для розміщення у кімнатах, занадто великих для класичних фортепіано з відкидною кришкою. Станом на 2021 рік лейбл випускає тільки фортепіано з відкидною кришкою та концертні інструменти ручної роботи в обмеженій кількості.
Виробник також пропонує індивідуальну обробку інструменту.
Фортепіано Фаціолі використовуються на багатьох фортепіанних конкурсах, у тому числі на Конкурсі піаністів імені Фридеріка Шопена (2010, 2015, 2021), Міжнародному конкурсі імені Петра Чайковського (2011, 2015), Міжнародному конкурсі піаністів імені Артура Рубінштейна (2014).